# Lola Rodríguez Díaz
Lola Rodríguez Díaz (Gran Canària, 26 de novembre de 1998) és una model, actriu i activista del col·lectiu LGBT.

## Biografia
Amb onze anys es va reconèixer com a dona, i amb el suport dels seus pares, Rodríguez va iniciar amb tretze anys el seu procés de transició de gènere. Actualment és estudiant de Psicologia a Madrid, labor que compagina amb la interpretació.
L'any 2015 va ser la primera candidata transexual menor d'edat a Reina del Carnaval de Las Palmas de Gran Canaria amb la fantasia La vida es bella, patrocinada pel Cabildo de la Palma, i seguint les passes de la també dona trans Isabel Torres, candidata el 2005. Lola va obtenir el lloc de quarta dama d'honor. Aquell mateix any, va participar en la manifestació de l'Orgull LGTB de Las Palmas de Gran Canaria, en què va llegir un discurs.
El 2018, amb motiu de la celebració de l'Orgull LGBT de Madrid, com a part dels actes programats, va lluir un vestit, denominat Amsterdam Rainbow Dress, confeccionat amb les banderes dels països on ser membre del col·lectiu LGBT és il·legal.
El seu primer treball en una sèrie de televisió va ser un paper protagonista a Veneno d'Atresmedia, creada per Javier Ambrossi i Javier Calvo sobre la vida de Cristina La Veneno, en què interpreta a una jove Valeria Vegas.
A més, apareix en el documental especial Ellas, també d'Atresplayer Premium, que tracta la vida de cinc dones transgènere.

## Filmografia

### Sèries de televisió
| Any  | Títol              | Paper         | Canal               | Director                       | Episodis   |
| ---- | ------------------ | ------------- | ------------------- | ------------------------------ | ---------- |
| 2020 | Veneno             | Valeria Vegas | Atresplayer Premium | Javier Ambrossi i Javier Calvo | 7 episodis |
| 2020 | Ellas              | Ella mateixa  | Atresplayer Premium | Especial                       | 1 episodi  |
| 2022 | Bienvenidos a Edén | Maika         | Netflix             | Daniel Benmayor; Menna Fité    | 8 episodis |

### Programes de televisió
| Any  | Títol                                                       | Canal | Notes               |
| ---- | ----------------------------------------------------------- | ----- | ------------------- |
| 2015 | Gala de la reina del Carnaval de Las Palmas de Gran Canaria | Nova  | Quarta dama d'honor |